# 대승의장
《대승의장》(大乘義章, T44, No. 1851, 영어: Dasheng yizhang, Essay on the Meaning of Mahāyāna, Essay on the System of Mahāyāna)은 수나라의 정영사(淨影寺)의 혜원(慧遠, 523~592)이 저술한 백과사전과 같은 논서이다.
 설명이 상세하고 명석하여 옛부터 불교 용어를 설명함에 있어 《대승의장》을 인용하는 경우가 많았다.
불교의 중요한 용어들을 모아 해설하고 있다. 총 20권으로 이루어져 있다. 교취(敎聚) · 의취(義聚) · 염취(染聚) · 정취(淨聚) · 잡취(雜聚)의 5취로 나누어져 있으며, 다시 교취는 3문(三門), 의취는 6문, 염취는 60문, 정취는 131문, 잡취는 22문으로 나뉘어, 총 222문으로 나뉜다. 그런데 다섯 번째의 잡취는 상실되어 현존하는 문서에는 빠져 있다. 즉 현존하는 문서에는 200문만이 있다. 각 취(聚) 또는 문(門)의 용어들을 법수(法數)의 순서로 배열하여 대승의 입장에서 명료하게 해설하고 있다.
정복보(丁福保)는 《불학대사전》(佛學大辭典)에서 《대승의장》을 대승과 소승의 법상(法相)을 해석함에 있어 고금제일의 책이라고 평하고 있다.